# Одевиј
Одевиј (фр. Audeville) насеље је и општина у централној Француској у региону Центар (регион), у департману Лоаре која припада префектури Питивје.
По подацима из 2005. године у општини је живело 161 становника, а густина насељености је износила 12 становника/km². Општина се простире на површини од 12,71 km². Налази се на средњој надморској висини од 130 метара (максималној 137 m, а минималној 120 m).

## Демографија
| 1962. | 1968. | 1975. | 1982. | 1990. | 2011. |
| ----- | ----- | ----- | ----- | ----- | ----- |
| 198   | 159   | 132   | 121   | 173   | 181   |

График промене броја становника у току последњих година